# Beinhaus (Mégrit)

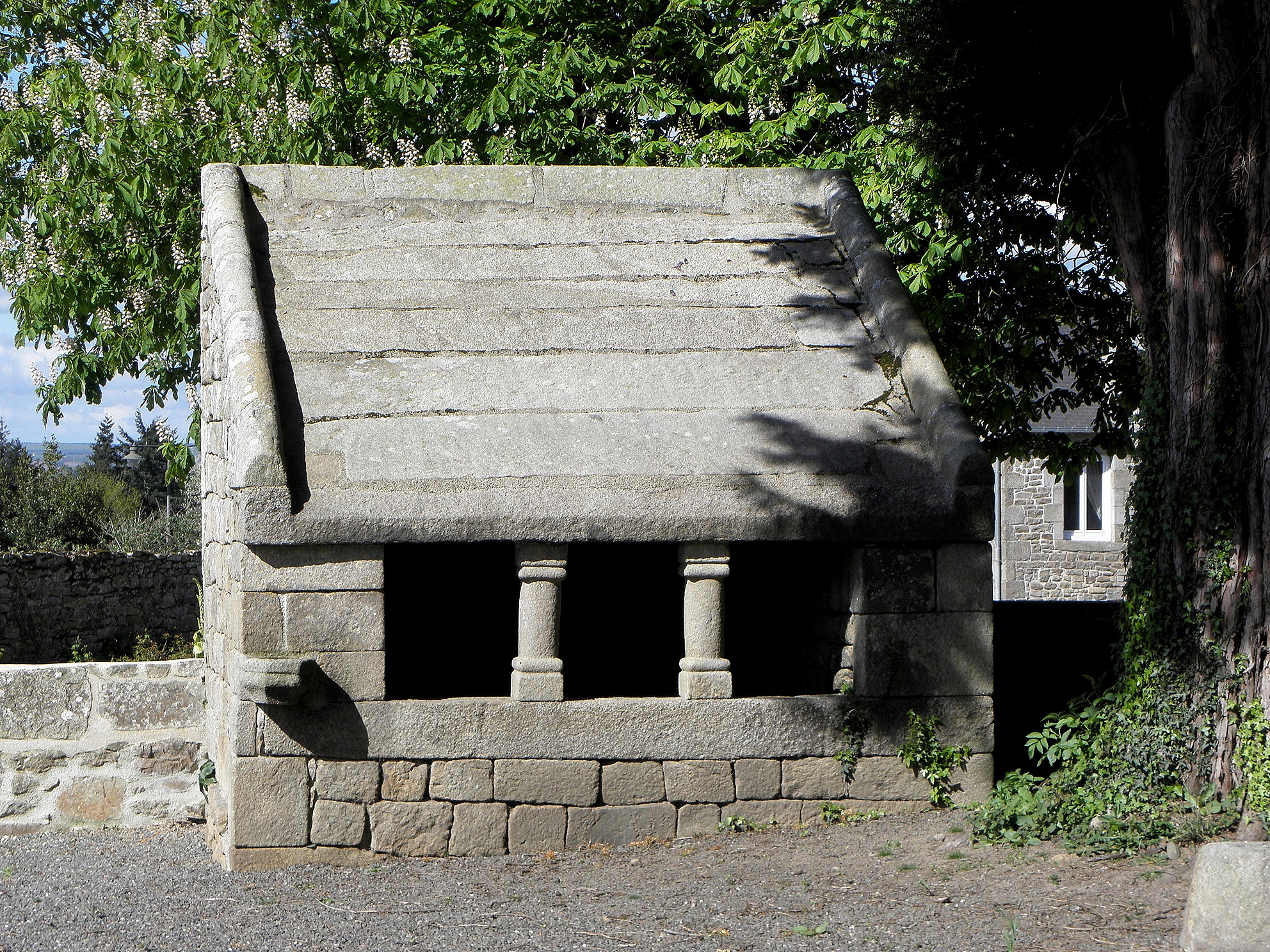
Beinhaus in Mégrit

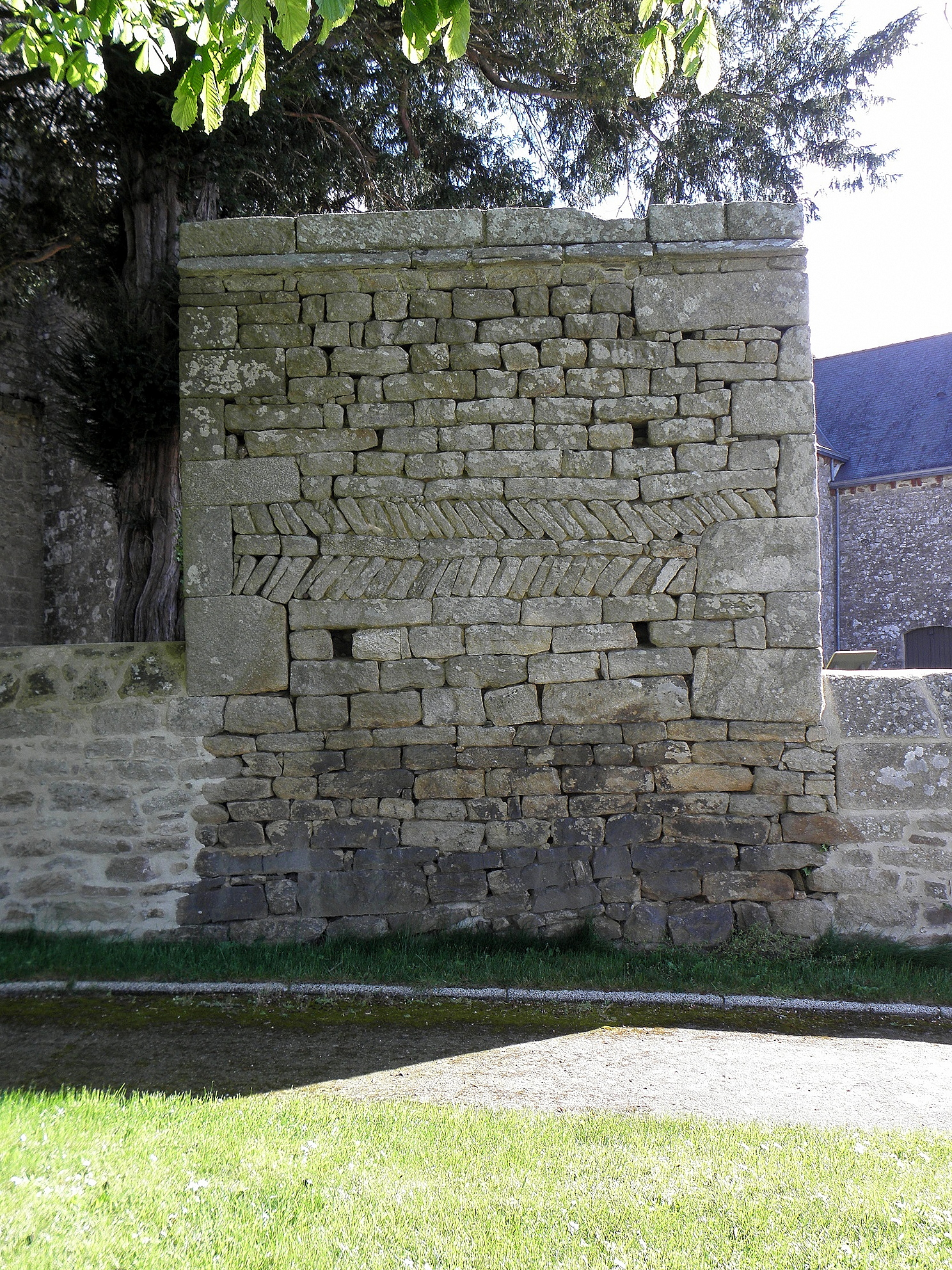
Rückseite

Das Beinhaus neben der Kirche St-Pierre-St-Paul in Mégrit, einer französischen Gemeinde im Département Côtes-d’Armor in der Region Bretagne, wurde im 17. Jahrhundert erbaut.
Im Jahr 1927 wurde das Beinhaus als Monument historique in die Liste der geschützten Bauwerke (Base Mérimée) in Frankreich aufgenommen.
Das circa drei Meter lange Beinhaus wurde aus Granit vom örtlichen Steinbruch Le Chêne-Marqué errichtet. Auch das Dach ist mit Granitplatten gedeckt. Die große Öffnung an der Vorderseite wird von zwei Säulen gegliedert.